# MIME
MIME (/maɪm/, англ. Multipurpose Internet Mail Extensions — многоцелевые расширения интернет-почты) — стандарт, описывающий передачу различных типов данных по электронной почте, а также, в общем случае, спецификация для кодирования информации и форматирования сообщений таким образом, чтобы их можно было пересылать по Интернету.

## Введение
MIME определяет механизмы для передачи разного рода информации внутри текстовых данных (в частности, с помощью электронной почты), а именно: текст на языках, для которых используются кодировки, отличные от ASCII, и нетекстовые данные, такие, как картинки, музыка, фильмы и программы. MIME является также фундаментальным компонентом коммуникационных протоколов, таких как HTTP, которым нужно, чтобы данные передавались в контексте сообщений, подобных e-mail, даже если данные реально не являются e-mail.
Основной формат электронных сообщений определен в RFC 5322, который является обновлённой версией RFC 2822 (который, в свою очередь, является обновлённой версией RFC 822). Эти стандарты определяют похожие форматы для текстовых e-mail-заголовков и содержимого и правил, относящихся к общеиспользуемым полям, таким как To:, Subject:, From: и Date:. MIME определяет набор e-mail-заголовков для определения дополнительных атрибутов сообщения, включая тип контента, и определяет множество кодировок, которые могут быть использованы для представления 8-битных бинарных данных с помощью символов из 7-битного ASCII. MIME также определяет правила для кодирования символов из Extended ASCII (с кодами 128—255) в заголовках e-mail-сообщения, таких как Subject:.
MIME расширяем для новых типов — его определение включает метод для регистрации новых типов контента и других атрибутов.

## Организация данных
Формат MIME поддерживает передачу нескольких сущностей в пределах одного сообщения. Причём сущности могут передаваться не только в виде одноуровневой последовательности, но и в виде иерархии с вложением элементов друг в друга. Для обозначения множественного содержимого используются медиа-типы multipart/*. Работа с такими типами осуществляется по общим правилам, описанным в RFC 2046 (если иное не определено конкретным медиа-типом). Если получателю неизвестно как работать с типом, то он обрабатывает его так же, как multipart/mixed.
Для передачи множественного сообщения в заголовок Content-Type добавляется параметр boundary (граница), который обозначает последовательность символов, разделяющих части сообщения. Граница может состоять из цифр, букв и символов '()+_,-./:=?. При использовании специальных символов (не цифр и букв) значение параметра boundary следует заключать в двойные кавычки ". Максимальная длина границы — 70 символов.
Начало каждой части сообщения обозначается строкой --boundary. Конец последнего сообщения обозначается строкой --boundary--. Самые первые символы переноса строки CRLF (коды 13 и 10), которыми начинаются и заканчиваются пограничные строки, не входят в содержимое самой части. Если за ними следуют ещё переносы строк, то они уже принадлежат включаемой части.
Перед первой частью и после последней может быть дополнительный текст. Он называется преамбулой и эпилогом, соответственно. В протоколе HTTP эти элементы игнорируются. В сообщении электронной почты преамбула может содержать текст, выводимый клиентами электронной почты, не понимающими формата MIME.
В самом начале включаемой части располагаются заголовки, описывающие её содержимое (Content-Type, Content-Length и т. п.). Перед непосредственно телом части обязательно должна быть пустая строка, даже если заголовки отсутствуют. Если не определён Content-Type, то он берётся по умолчанию — text/plain.

## Тест Марка Криспина
Марк Криспин (Mark Crispin), автор протокола IMAP, написал тест для проверки корректности обработки MIME.
 Тест представляет собой письмо в формате mbox:

Это сумасшедшее письмо! В нём около 30 вложенных друг в друга частей. Очень хороший тест
Оригинальный текст (англ.)
This message is crazy! It has about 30 parts nested inside each other. A very good test

— разработчики SquirrelMail

## Стандарты
| RFC        | Дата            | Тема | Обновлён в (Updated by)      | Обновляет (Updates) | Заменён (Obsoleted by) | Заменяет (Obsoletes) |
| Устаревшие | Устаревшие      | Устаревшие | Устаревшие                   | Устаревшие          | Устаревшие             | Устаревшие           |
| ---------- | --------------- | --- | ---------------------------- | ------------------- | ---------------------- | -------------------- |
| RFC 822    | 13 августа 1982 | STANDARD FOR THE FORMAT OF ARPA INTERNET TEXT MESSAGES (Формат электронной почты)                                           | 1123, 1138, 1148, 1327, 2156 |                     | 2822                   | 733 (NIC #41952)     |
| RFC 2048   | ноябрь 1996     | MIME Part Four: Registration Procedures                                                                                     | 3023                         | —                   | 4288, 4289             | 1521, 1522, 1590     |
| Текущие    |                 | |                              |                     |                        |                      |
| RFC 1556   | декабрь 1993    | Handling of Bi-directional Texts in MIME (Обработка двунаправленных текстов в MIME)                                         | —                            | —                   | —                      | —                    |
| RFC 2045   | ноябрь 1996     | MIME Part One: Format of Internet Message Bodies (MIME Часть первая: Формат тела сообщений)                                 | 2184, 2231, 5335, 6532       | —                   | —                      | 1521, 1522, 1590     |
| RFC 2046   | ноябрь 1996     | MIME Part Two: Media Types (MIME Часть вторая: типы содержимого)                                                            | 2646, 3798, 5147             | —                   | —                      | 1521, 1522, 1590     |
| RFC 2047   | ноябрь 1996     | MIME Part Three: Message Header Extensions for Non-ASCII Text (MIME Часть третья: Расширения заголовка для не-ASCII-текста) | 2184, 2231                   | —                   | —                      | 1521, 1522, 1590     |
| RFC 2049   | ноябрь 1996     | MIME Part Five: Conformance Criteria and Examples (MIME Часть пятая: Соответствие критериям и примеры)                      | —                            | —                   | —                      | 1521, 1522, 1590     |
| RFC 4288   | декабрь 2005    | Media Type Specifications and Registration Procedures                                                                       | —                            | —                   | —                      | 2048                 |
| RFC 4289   | декабрь 2005    | MIME Part Four: Registration Procedures                                                                                     | —                            | —                   | —                      | 2048                 |
| RFC 4855   | февраль 2007    | Media Type Registration of RTP Payload Formats                                                                              | —                            | —                   | —                      |                      |